# Metazygia genaro
Metazygia genaro là một loài nhện trong họ Araneidae.
Loài này thuộc chi Metazygia. Metazygia genaro được Herbert Walter Levi miêu tả năm 1995.